# Stazione meteorologica di Forno di Zoldo - Campo
La stazione meteorologica di Forno di Zoldo - Campo è la stazione meteorologica di riferimento relativa alla località di Campo, frazione di Forno di Zoldo.

## Dati climatologici
Secondo i dati medi del trentennio 1961-1990, la temperatura media del mese più freddo, gennaio, si attesta a -3,4 °C, mentre quella del mese più caldo, luglio, è di +17,2 °C .
| Forno di Zoldo - Campo | Mesi | Mesi | Mesi | Mesi | Mesi | Mesi | Mesi | Mesi | Mesi | Mesi | Mesi | Mesi | Stagioni | Stagioni | Stagioni | Stagioni | Anno |
| Forno di Zoldo - Campo | Gen  | Feb  | Mar  | Apr  | Mag  | Giu  | Lug  | Ago  | Set  | Ott  | Nov  | Dic  | Inv      | Pri      | Est      | Aut      | Anno |
| ---------------------- | ---- | ---- | ---- | ---- | ---- | ---- | ---- | ---- | ---- | ---- | ---- | ---- | -------- | -------- | -------- | -------- | ---- |
| T. max. media (°C)     | 0,8  | 4,6  | 8,4  | 12,9 | 17,7 | 21,0 | 23,6 | 22,9 | 20,1 | 14,7 | 7,1  | 1,4  | 2,3      | 13,0     | 22,5     | 14,0     | 12,9 |
| T. min. media (°C)     | −7,7 | −6,2 | −2,0 | 1,7  | 5,3  | 9,0  | 10,7 | 10,3 | 7,9  | 3,3  | −0,8 | −5,7 | −6,5     | 1,7      | 10,0     | 3,5      | 2,2  |